# Мих, Лешек
Лешек Мих (пол. Leszek Mech; 4 октября 1933, Гродно — 25 июля 2004, Торонто, Канада) — польский сценарист анимационных фильмов. Писатель и журналист.

## Биография
Выпускник Высшей педагогической школы в Катовице.
С 1962 года на протяжении многих лет тесно связан с Студией рисованных фильмов в Бельско-Бяла. Начал свою карьеру со сценариев фильмов для взрослых. Создал сценарий для режиссёра Ежи Зицмана «Новогодняя ночь». Позже работал руководителем литературной части Студии (1962—1971). Соавтор сценариев около 300 мультфильмов, снятых на студии в Бельско-Бяла, в том числе, популярных мультсериалов про «Болека и Лелека» и «Приключения Голубого Рыцаря». В 1981 эмигрировал в Канаду.
Работал в редакциях еженедельника «Kronika» в Бельско-Бяла и катовицкой газеты «Trybuna Robotnicza», сотрудничал с редакциями детских изданий. Написал ряд сказок. Его «Королева Зима» записана и выпущена в Польше, как аудиокнига.
Член Союза литераторов Польши и один из инициаторов создания писательского клуба в Бельско-Бяла.
Лешек Мих умер от сердечного приступа в Торонто в 2004 году.
Награждён Орденом Улыбки.

## Творчество
Автор серии детских книг «Болек и Лёлек путешествуют по свету»:
- На Ориноко
- Золотой город инков
- Гробница фараона
- Охотники на бизонов
- В степях Канады
- По следам снежного человека
- Звери Серенгети
- В песках Гоби
- Ловцы жемжуга
- В степях Австралии

## Избранные сценарии
- Болек и Лёлек на Диком Западе
- Болек и Лёлек в Европе (В царстве Посейдона, В Испании)
- Приключения Голубого Рыцаря
- Приключения мышки и др.